# Купфер, Карл Рейнхольд
Карл Рейнхольд Купфер (нем. Karl Reinhold Kupffer, латыш. Kārlis Reinholds Kupfers; 1872—1935) — латвийский учёный-ботаник немецкого происхождения.

## Биография
Родился в селе Ставчаны, Хотинского уезда, Бессарабской губернии в семье врача. В 1883—1886 годах учился в немецкой школе Грива-Земгаллен Курляндской губернии; затем — в Николаевской гимназии в Либаве (1886—1889). С 1889 года учился на физико-математическом факультете Императорского Дерптского университета; окончил университет в 1893 году кандидатом ботаники и кандидатом математики.
В 1894—1915 годах преподавал геометрию в Рижском политехническом институте. В 1921—1930 годах преподавал ботанику в Институте Гердера в Риге, с 1927 года — профессор.
Занимался полевыми исследованиями флоры Латвии и Эстонии, став одним из пионеров изучения здешней природы и её охраны. Был вице-председателем, затем с 1921 г. председателем Рижского общества естествоиспытателей. Собрал гербарий прибалтийской флоры объёмом около 26000 листов (до 1200 видов), который ныне хранится в Ботаническом музее Латвийского университета.
Главной областью научных интересов Купфера была география растений. Его монография «Основы ботанической географии восточно-балтийских земель» (нем. Grundzüge der Pflanzengeographie des Ostbaltischen Gebiets; 1922) стала важным источником по ботанической регионалистике.
Умер в Риге.